# Kush-Yengidzha
Kush-Yengidzha (ryska: Кушенджа) är en ort i Azerbajdzjan.   Den ligger i distriktet İsmayıllı Rayonu, i den centrala delen av landet, 150 km väster om huvudstaden Baku. Kush-Yengidzha ligger 879 meter över havet och antalet invånare är 2 525.
Terrängen runt Kush-Yengidzha är huvudsakligen kuperad, men norrut är den platt. Kush-Yengidzha ligger uppe på en höjd. Närmaste större samhälle är İsmayıllı, 6,6 km nordost om Kush-Yengidzha. 
Trakten runt Kush-Yengidzha består till största delen av jordbruksmark. Runt Kush-Yengidzha är det ganska glesbefolkat, med 34 invånare per kvadratkilometer.